# Lăpușnicel
Lăpușnicel – wieś w Rumunii, w okręgu Caraș-Severin, w gminie Lăpușnicel. W 2011 roku liczyła 503 mieszkańców. 